# Hénu
Hénu est une commune française située dans le département du Pas-de-Calais en région Hauts-de-France. Ses habitants sont appelés les Haisnois.
La commune fait partie de la communauté de communes des Campagnes de l'Artois qui regroupe 96 communes et compte 33 141 habitants en 2021.

## Géographie

### Localisation
Localisée dans le sud-est du département du Pas-de-Calais, Hénu est une commune située, à vol d'oiseau, à 13 km à l'est de la commune de Doullens et à 23 km au sud-ouest de la commune d’Arras (chef-lieu d'arrondissement et préfecture du Pas-de-Calais).
Le territoire de la commune est limitrophe de ceux de cinq communes.
Les communes limitrophes sont  Couin, Gaudiempré, Pas-en-Artois, Saint-Amand et Souastre.

### Géologie et relief
La superficie de la commune est de 4,38 km2 ; son altitude varie de 104  à   162 m.

### Hydrographie
Le territoire de la commune est situé dans le bassin Artois-Picardie.
Le territoire de la commune, situé dans le bassin Artois-Picardie, est traversé par le Ruisseau de Beaucamp, cours d'eau naturel non navigable de 5,1 km, qui prend sa source dans la commune de Saint-Amand et se jette dans la Quilliene au niveau de la commune de Pas-en-Artois.

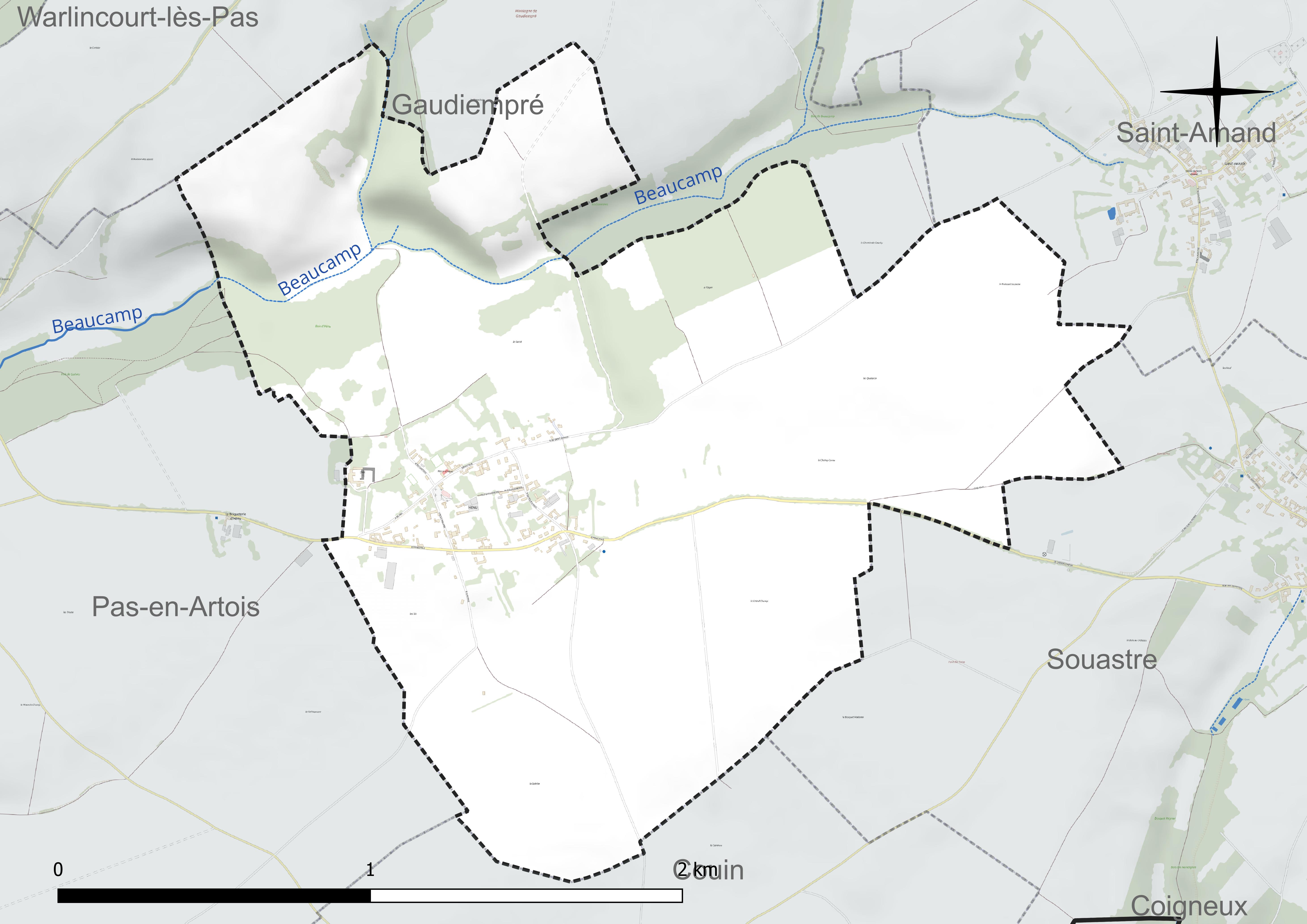
Réseau hydrographique d'Hénu.

### Paysages
Pour un article plus général, voir Paysage en France.
La commune s'inscrit dans le « paysage du val d’Authie » tel que défini dans l’atlas des paysages de la région Nord-Pas-de-Calais, conçu par la direction régionale de l'Environnement, de l'Aménagement et du Logement (DREAL),.
Ce paysage, qui concerne 83 communes, se délimite : au sud, dans le département de la  Somme par le « paysage de l’Authie et du Ponthieu, dépendant de l’atlas des paysages de la Picardie et au nord et à l’est par les paysages du Montreuillois, du Ternois et les paysages des plateaux cambrésiens et artésiens. Le caractère frontalier de la vallée de l’Authie, aujourd’hui entre le Pas-de-Calais et la Somme, remonte au Moyen Âge où elle séparait le royaume de France du royaume d’Espagne, au nord.
Son coteau Nord est net et escarpé alors que le coteau Sud offre des pentes plus douces. À l’Ouest, le fleuve s’ouvre sur la baie d'Authie, typique de l’estuaire picard, et se jette dans la Manche. Avec son vaste estuaire et les paysages des bas-champs, la baie d’Authie contraste avec les paysages plus verdoyants en amont.
L’Authie, entaille profonde du plateau artésien, a créé des entités écopaysagères prononcées avec un plateau calcaire dont l’altitude varie de 100  à   163 m qui s’étend de chaque côté du fleuve. L’altitude du plateau décline depuis le pays de Doullens, à l'est (point culminant à 163 m), vers les bas-champs picards, à l'ouest (moins de 40 m). Le fond de la vallée de l’Authie, quant à lui, est recouvert d’alluvions et de tourbes. L’Authie est un fleuve côtier classé comme cours d'eau de première catégorie où le peuplement piscicole dominant est constitué de salmonidés. L’occupation des sols des paysages de la Vallée de l’Authie est composée pour 70 % en culture.

### Climat
Pour des articles plus généraux, voir Climat des Hauts-de-France et Climat du Pas-de-Calais.
En 2010, le climat de la commune est de type climat des marges montargnardes, selon une étude du CNRS s'appuyant sur une série de données couvrant la période 1971-2000. En 2020, Météo-France publie une typologie des climats de la France métropolitaine dans laquelle la commune est exposée à un climat océanique et est dans la région climatique Nord-est du bassin Parisien, caractérisée par un ensoleillement médiocre, une pluviométrie moyenne régulièrement répartie au cours de l’année et un hiver froid (3 °C).
Pour la période 1971-2000, la température annuelle moyenne est de 9,9 °C, avec une amplitude thermique annuelle de 14,2 °C. Le cumul annuel moyen de précipitations est de 866 mm, avec 13 jours de précipitations en janvier et 9,4 jours en juillet. Pour la période 1991-2020, la température moyenne annuelle observée sur la station météorologique la plus proche, située sur la commune de Saulty à 7 km à vol d'oiseau, est de 10,4 °C et le cumul annuel moyen de précipitations est de 899,7 mm,. Pour l'avenir, les paramètres climatiques de la commune estimés pour 2050 selon différents scénarios d'émission de gaz à effet de serre sont consultables sur un site dédié publié par Météo-France en novembre 2022.

### Milieux naturels et biodiversité

#### Zone naturelle d'intérêt écologique, faunistique et floristique
L’inventaire des zones naturelles d'intérêt écologique, faunistique et floristique (ZNIEFF) a pour objectif de réaliser une couverture des zones les plus intéressantes sur le plan écologique, essentiellement dans la perspective d’améliorer la connaissance du patrimoine naturel national et de fournir aux différents décideurs un outil d’aide à la prise en compte de l’environnement dans l’aménagement du territoire.
Le territoire communal comprend une ZNIEFF de type 1 : la vallée de la Quillienne, ses vallons adjacents et bois d'Orville, d’une superficie de 2 143 ha et d'une altitude variant de 65  à   154 m. Cette vallée associe des influences thermophiles dans les lisières et sur les pelouses et un caractère psychrophile au niveau des forêts de ravins. Une partie du site est occupée par l’agriculture intensive.

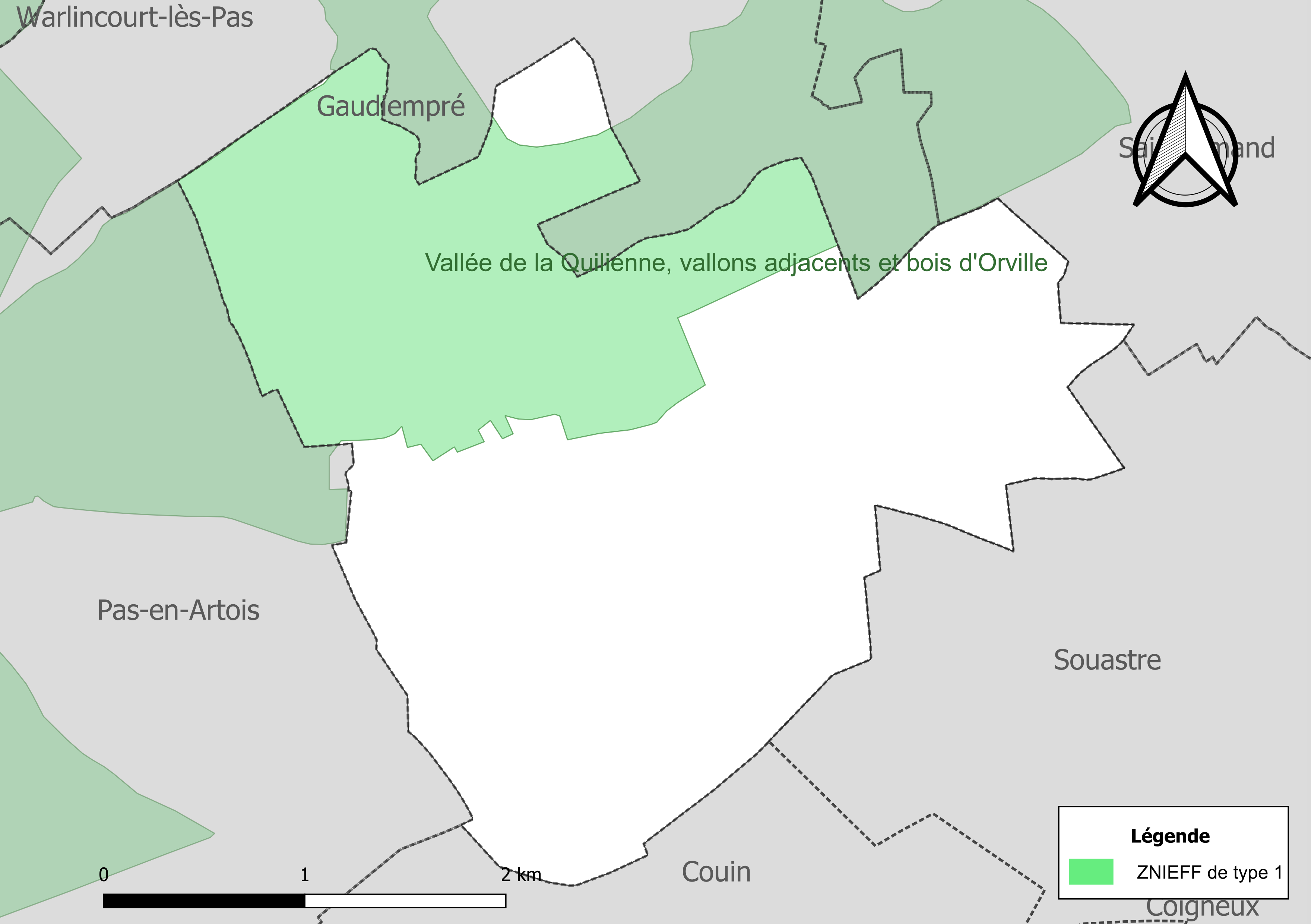
Carte de la ZNIEFF sur la commune.

#### Espèces faunistiques et floristiques
Le site de l’Inventaire national du patrimoine naturel (INPN) recense plusieurs espèces faunistiques et floristiques sur le territoire de la commune dont certaines sont protégées et d’autres menacées et quasi-menacées.

## Urbanisme

### Typologie
Au 1er janvier 2024, Hénu est catégorisée commune rurale à habitat très dispersé, selon la nouvelle grille communale de densité à sept niveaux définie par l'Insee en 2022.
Elle est située hors unité urbaine et hors attraction des villes,.

### Occupation des sols
L'occupation des sols de la commune, telle qu'elle ressort de la base de données européenne d’occupation biophysique des sols Corine Land Cover (CLC), est marquée par l'importance des territoires agricoles (82,4 % en 2018), une proportion identique à celle de 1990 (82,4 %). La répartition détaillée en 2018 est la suivante : 
terres arables (74 %), forêts (11,7 %), prairies (8,4 %), zones urbanisées (5,9 %). L'évolution de l’occupation des sols de la commune et de ses infrastructures peut être observée sur les différentes représentations cartographiques du territoire : la carte de Cassini (XVIIIe siècle), la carte d'état-major (1820-1866) et les cartes ou photos aériennes de l'IGN pour la période actuelle (1950 à aujourd'hui).

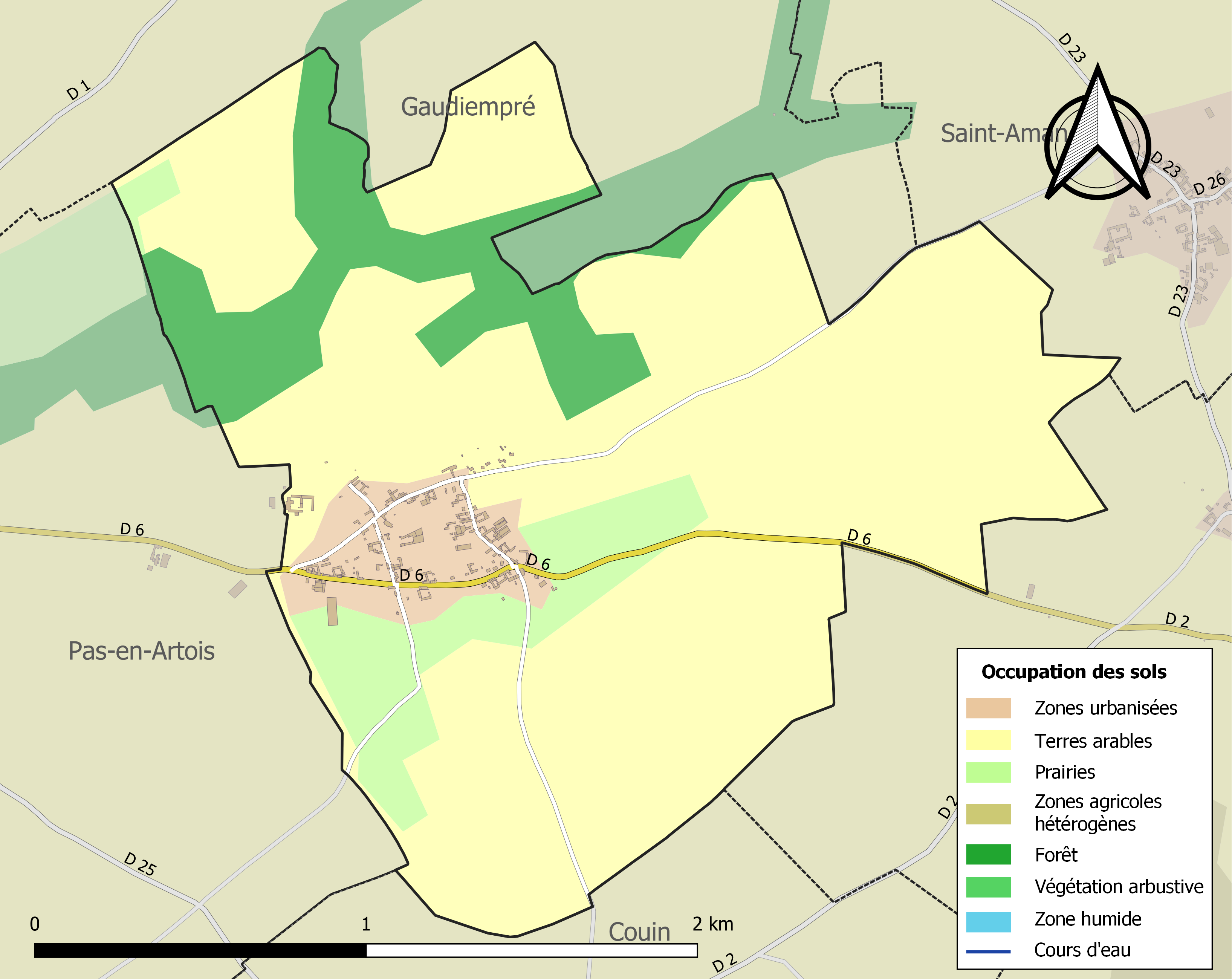
Carte des infrastructures et de l'occupation des sols de la commune en 2018 (CLC).

## Toponymie

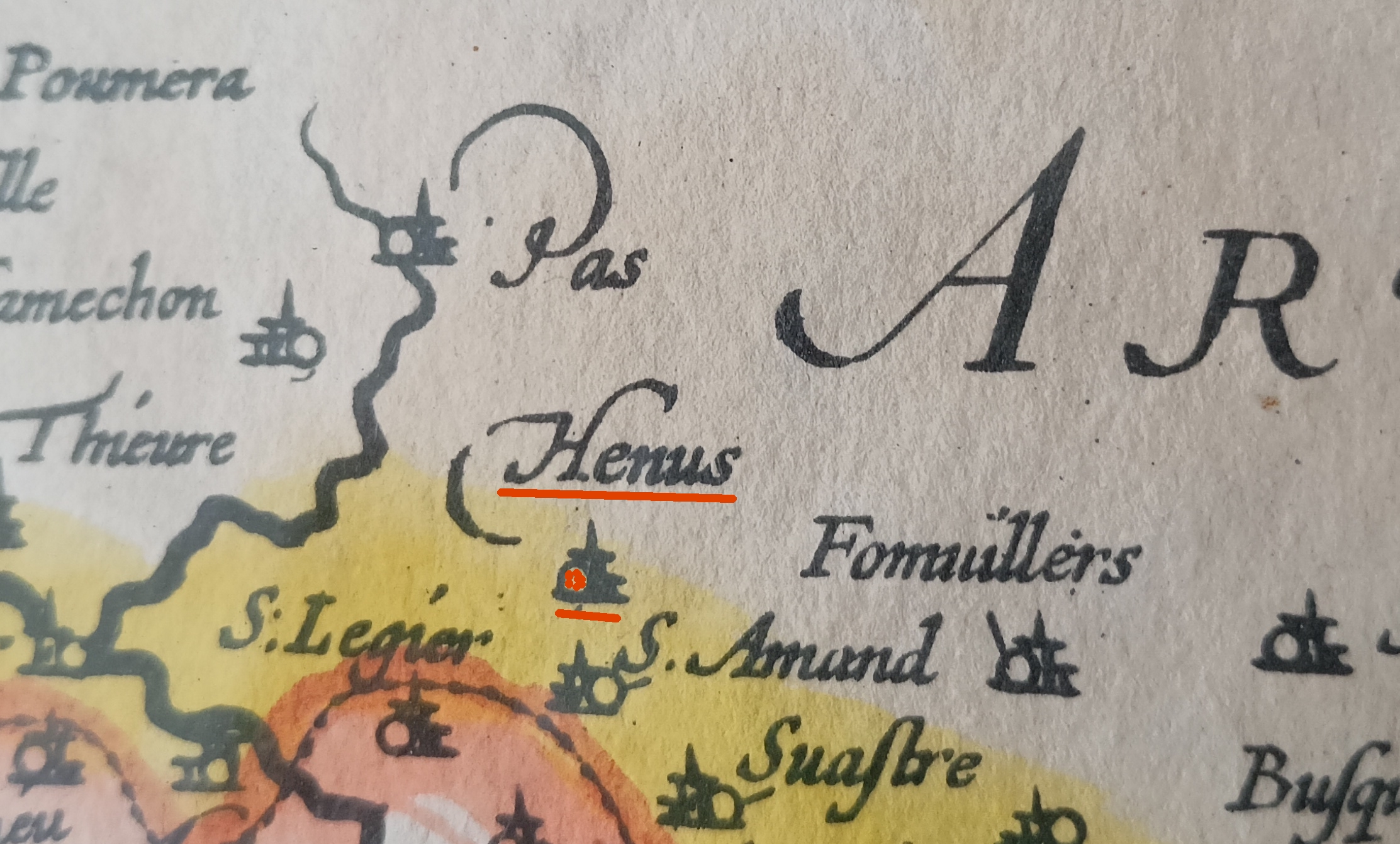
Hénu sur une carte de la Picardie de 1620.

Le nom de la localité est attesté sous les formes Haisnu (1265) ; Hennu (XIIIe siècle) ; Henuch (XIVe siècle) ; Haynu (1613).
Peut-être du germanique hasn (a) « gris » et du suffixe collectif -othu : « ensemble (de terres) gris ». Ce nom pourrait-être issu du mot celtique hain, « bois » ou hen, « vieux » .

## Histoire
Avant la Révolution française, Hénu est le siège d'une seigneurie. En août 1722, par lettres données à Versailles, la terre d'Hénu est érigée en comté. La terre d'Hénu située en Artois a toute la justice seigneuriale, un château très ancien, avec quatre grandes tours, plusieurs bâtiments contenant quinze arpents de terrain, cent-vingt de bois, cinq de terres labourables et trente de prairies et chemins. 25 à 26 fiefs en relèvent. La terre de Warlincourt  à laquelle elle est réunie possède également toute la justice seigneuriale, plusieurs bâtiments et quarante fiefs qui en relèvent.
Le château d'Hénu avec sa façade riche de 31 fenêtres date de 1745. Remplaçant une ancienne place forte, on doit sa construction à Charles-Maximilien Malet de Coupigny, seigneur d'Hénu et de Warlincourt, etc. qui bénéficie en août 1722 du titre de comte par lettres données à Versailles, érigeant la terre d'Hénu en comté. Il est profondément remanié par Monsieur Houdouart de Thièvres qui le rachète en 1810 après avoir fait fortune dans le sucre de betterave. Le château est accompagné d'un corps de ferme dont l'histoire est précisée dans le livre Les Belles Fermes édité en 2015 par Le Syndicat Agricole, à Lille, sous la signature de Jean-Claude Grenier, PP 261–261.
Le 30 janvier 1902, la comtesse Paul Le Mesre de Pas, née Cleenewerck de Crayencrourt (Famille Cleenewerck de Crayencour) est tuée à Hénu lors d'une partie de chasse.

## Politique et administration

### Découpage territorial
La commune se trouve dans l'arrondissement d'Arras du département du Pas-de-Calais.

#### Commune et intercommunalités
La commune est membre de la communauté de communes des Campagnes de l'Artois.

#### Circonscriptions administratives
La commune est rattachée au canton d'Avesnes-le-Comte.

#### Circonscriptions électorales
Pour l'élection des députés, la commune fait partie de la première circonscription du Pas-de-Calais.

### Élections municipales et communautaires

#### Liste des maires
| Période                                  | Période                    | Identité             | Étiquette | Qualité                                                                     |
| ---------------------------------------- | -------------------------- | -------------------- | --------- | --------------------------------------------------------------------------- |
| Les données manquantes sont à compléter. |                            |                      |           |                                                                             |
| mars 1989                                | 2008                       | Michel Gamand        |           |                                                                             |
| mars 2008                                | mai 2013 Démissionnaire    | Sébastien Desbureaux |           |                                                                             |
| 12 juillet 2013                          | En cours (au 23 mars 2022) | Jean-Paul Hemery     |           | Agriculteur Réélu pour le mandat 2014-2020, Réélu pour le mandat 2020-2026, |

## Population et société

### Démographie
Les habitants de la commune sont appelés les Haisnois.

#### Évolution démographique
L'évolution du nombre d'habitants est connue à travers les recensements de la population effectués dans la commune depuis 1793. Pour les communes de moins de 10 000 habitants, une enquête de recensement portant sur toute la population est réalisée tous les cinq ans, les populations de référence des années intermédiaires étant quant à elles estimées par interpolation ou extrapolation. Pour la commune, le premier recensement exhaustif entrant dans le cadre du nouveau dispositif a été réalisé en 2006.

En 2022, la commune comptait 151 habitants, en évolution de −9,04 % par rapport à 2016 (Pas-de-Calais : −0,72 %, France hors Mayotte : +2,11 %).
| 1793 | 1800 | 1806 | 1821 | 1831 | 1836 | 1841 | 1846 | 1851 |
| ---- | ---- | ---- | ---- | ---- | ---- | ---- | ---- | ---- |
| 365  | 341  | 413  | 414  | 380  | 360  | 363  | 378  | 388  |

| 1856 | 1861 | 1866 | 1872 | 1876 | 1881 | 1886 | 1891 | 1896 |
| ---- | ---- | ---- | ---- | ---- | ---- | ---- | ---- | ---- |
| 386  | 413  | 377  | 357  | 332  | 329  | 323  | 291  | 265  |

| 1901 | 1906 | 1911 | 1921 | 1926 | 1931 | 1936 | 1946 | 1954 |
| ---- | ---- | ---- | ---- | ---- | ---- | ---- | ---- | ---- |
| 263  | 234  | 245  | 225  | 226  | 198  | 204  | 199  | 193  |

| 1962 | 1968 | 1975 | 1982 | 1990 | 1999 | 2006 | 2011 | 2016 |
| ---- | ---- | ---- | ---- | ---- | ---- | ---- | ---- | ---- |
| 202  | 178  | 147  | 127  | 143  | 152  | 161  | 162  | 166  |

| 2021 | 2022 | - | - | - | - | - | - | - |
| ---- | ---- | - | - | - | - | - | - | - |
| 156  | 151  | - | - | - | - | - | - | - |

#### Pyramide des âges
La population de la commune est relativement jeune.
En 2018, le taux de personnes d'un âge inférieur à 30 ans s'élève à 43,4 %, soit au-dessus de la moyenne départementale (36,7 %). À l'inverse, le taux de personnes d'âge supérieur à 60 ans est de 18,6 % la même année, alors qu'il est de 24,9 % au niveau départemental.
En 2018, la commune comptait 88 hommes pour 77 femmes, soit un taux de 53,33 % d'hommes, largement supérieur au taux départemental (48,50 %).
Les pyramides des âges de la commune et du département s'établissent comme suit.
| Hommes | Classe d’âge | Femmes |
| ------ | ------------ | ------ |
| 0,0    | 90 ou +      | 3,9    |
| 7,9    | 75-89 ans    | 7,8    |
| 9,0    | 60-74 ans    | 9,1    |
| 18,0   | 45-59 ans    | 22,1   |
| 14,6   | 30-44 ans    | 22,1   |
| 22,5   | 15-29 ans    | 20,8   |
| 28,1   | 0-14 ans     | 14,3   |

| Hommes | Classe d’âge | Femmes |
| ------ | ------------ | ------ |
| 0,5    | 90 ou +      | 1,6    |
| 5,6    | 75-89 ans    | 8,9    |
| 16,7   | 60-74 ans    | 18,1   |
| 20,2   | 45-59 ans    | 19,2   |
| 18,9   | 30-44 ans    | 18,1   |
| 18,2   | 15-29 ans    | 16,2   |
| 19,9   | 0-14 ans     | 17,9   |

## Économie

### Entreprises et commerces

#### Agriculture
La commune est dans le « Ternois », une petite région agricole dans le département du Pas-de-Calais. En 2020, l'orientation technico-économique de l'agriculture  sur la commune est la polyculture et/ou le polyélevage. 
|               | 1988 | 2000 | 2010 | 2020 |
| ------------- | ---- | ---- | ---- | ---- |
| Exploitations | 14   | 4    | 3    | 4    |
| SAU (ha)      | 369  | 261  | 186  | 285  |

Le nombre d'exploitations agricoles en activité et ayant leur siège dans la commune est passé de 14 lors du recensement agricole de 1988  à 4 en 2000 puis à 3 en 2010 et enfin à 4 en 2020, soit une baisse de 71 %. La surface agricole utilisée sur la commune a également diminué, passant de 369 ha en 1988 à 285 ha en 2020. Parallèlement la surface agricole utilisée moyenne par exploitation a augmenté, passant de 26 à 71 ha,.

## Culture locale et patrimoine

### Lieux et monuments

#### Monument historique

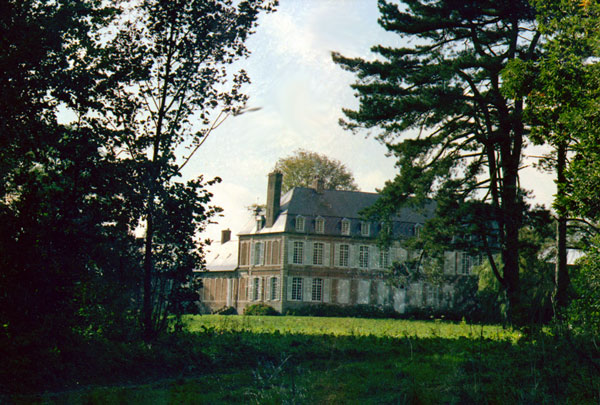
Le château.

- Le château, construit par la famille de Coupigny en 1745, il est saisi à la Révolution puis transformé en une fabrique de chicorée. Propriété de la famille Boudoux d'Hautefeuille. Ce château fait l’objet d’un classement au titre des monuments historiques depuis le 6 octobre 1977[43].

#### Autres monuments
- L'église Saint-Nicolas.
- Le monument aux morts[44].

### Personnalités liées à la commune
- Maximilien Charles de Coupigny, seigneur d'Hénu et de Warlincourt, etc., bénéficie en août 1722 du titre de comte par lettres données à Versailles, érigeant la terre d'Hénu en comté[22].

### Héraldique, logotype et devise
| Blason de Hénu | Blason  | D'azur à l'écusson d'or chargé d'un arbre de sinople. |
| Blason de Hénu | Détails | Le statut officiel du blason reste à déterminer.      |

## Pour approfondir